# Carl Michael von Hausswolff
 (août 2025).
Si vous disposez d'ouvrages ou d'articles de référence ou si vous connaissez des sites web de qualité traitant du thème abordé ici, merci de compléter l'article en donnant les références utiles à sa vérifiabilité et en les liant à la section « Notes et références ».
Carl Michael von Hausswolff est un compositeur, artiste visuel et conservateur suédois installé à Stockholm. 
Il réalise ses œuvres avec des appareils d’enregistrement tels que des caméras, des magnétophones, des radars ou des sonars. Ses domaines d'investigation sont l’électricité, les fréquences, l’espace architectural et les interférences électroniques paranormales. Ses expositions les plus remarquées sont Manifesta (1996), documenta X (1997), la Biennale de Johannesburg (1997), Sound Art - Sound as Media à l'ICC de Tokyo (2000), la Biennale de Venise (2001, 2003 et 2005) et Portikus, Francfort (2004). En 2002 Carl Von Hausswolff a reçu une récompense au Prix Ars Electronica dans la catégorie musique numérique.

## Biographie
Carl Von Hausswolff est né à Linköping en 1956. C'est le père de la musicienne et compositrice Anna von Hausswolff .
Il est expert sur l’œuvre du peintre Friedrich Jürgenson, et a fait des recherches sur le phénomène de voix électronique (EVP), une théorie qui prétend identifier des voix de morts cachées au sein des parasites radio.
Il est également le commissaire d'exposition et le producteur de l'installation sonore « freq out », présentée au Moderna Museet (Stockholm), au Henie-Onstad Center (Oslo), à Sonambiente (Berlin) et dans d'autres lieux.

## Activités artistiques
Les compositions sonores de Von Hausswolff sont des études pures et intuitives sur l’électricité, la fréquence et le ton. Parmi ses collaborateurs on compte Erik Pauser, avec qui il a travaillé sous le nom de Phauss (1981-1993), Leif Elggren et John Duncan.
Il a collaboré également avec le chercheur EVP Michael Esposito, le cinéaste Thomas Nordanstad et avec Graham Lewis (Wire) et Jean-Louis Huhta dans le groupe OSCID.
On a dit des œuvres sonores de Carl Von Hausswolff « quelles chargent l'air avec une force subliminale en utilisant « des bourdonnements, des signaux radio et des fréquences sonores ».
Dans le projet d'art conceptuel Les Royaumes d' Elgaland-Vargaland (KREV), Carl Von Hausswolff est co-monach avec Elggren  sur toutes les zones de no man's land, les territoires entre les frontières nationales sur terre et en mer, et les espaces numériques et mentaux. Dans cette œuvre, cette nation a son propre hymne national, son propre drapeau et ses propres armoiries. Elle est dotée d'une monnaie, de citoyens et de ministres.

### Œuvres audio
Ses œuvres audio les plus récentes sont 
- 800 000 Seconds in Harar » (Touch),
- Matter Transfer (iDeal),
- The Wonderful World of Male Intuitio (Oral),
- There Are No Crows Flying Around the Hancock Building (Lampo),
- Rats »,
- Maggots » et « Bugs (tous trois sur Laton),
- Three Overpopulated Cities ... (Sub Rosa),
- A Lecture on Disturbances in Architecture (Firework Editions)
- Ström » et « Leech (tous deux sur Raster-Noton).

### Œuvres visuelles
Ses principales œuvres visuelles sont les suivantes :
- Red Pool ( Cities on the Move, Bangkok, 1999),
- Red Night  (SITE Santa Fe, 1999),
- Red Code  (CCA Kitakyushu, 2001),
- Red Empty  (Lampo/WhiteWalls, Chicago, 2003) et
- Red Merse  (Biennale de Liverpool, 2004).

Vers 1986, il a fondé le label indépendant suédois Radium 226.05 et en 1990, il a créé le label Anckarström.
En 2012, Carl Von Hausswolff a été vivement critiqué à la suite de rumeurs l'accusant d'avoir réalisé un tableau avec des cendres de victimes de l'Holocauste du camp de concentration de Majdanek . Le 12 Décembre 2012, la galerie Martin Bryder de Lund a retiré le tableau de l'exposition pour cette raison .
En 2019, Carl Von Hausswolff a formé un nouveau projet musical avec le musicien islandais Jónsi (Sigur Rós), qu'ils ont nommée Dark Morph. Le 10 mai 2019, ils ont sorti leur premier album, également intitulé Dark Morph. Le projet a la prétention  « d'explorer les ramifications de l'effondrement environnemental en cours sur les océans et ses habitants. ». L'album se compose principalement de sons ambiants souvent semblables aux sons des animaux et de la nature, et ne contient que très peu de vraies mélodies.